# Abborregölen (Risinge socken, Östergötland)
Abborregölen är en sjö i Finspångs kommun i Östergötland och ingår i Nyköpingsåns huvudavrinningsområde.